# Олор
Олор (др.-греч. Ὄλορος) — фракийский царь, на чьей дочери в конце VI века до н. э. женился Мильтиад Младший.
По свидетельству античных историков, Олор был фракийским царём, на чьей дочери Гегесипиле женился Мильтиад Младший после захвата власти в Херсонесе в конце VI века до н. э. Об этом событии упоминает Геродот при перечислении других мер афинянина по укреплению своего положения: создание отряда из наёмников, заключение под стражу правителей ряда городов. Таким образом, Олор обладал достаточным влиянием в регионе, раз Мильтиад решил заключить с ним политический альянс. Болгарский учёный К. Порожанов отметил, что заключенный союз следует рассматривать в качестве первого официального договора между Афинами и фракийцами о разделе сфер влияния.
По предположению американского историка Н. Хэммонда, Мильтиад женился на дочери Олора около 515 года до н. э., то есть до начала скифского похода персидского царя Дария I. Схожего мнения придерживается Порожанов. Е. Каваньяк же считает, что свадьба состоялась между 510 и 506 годами до н. э., когда Мильтиад, своим поведением навлёкший на себя гнев Дария, был уже вынужден оставить Херсонес.
В источниках не поясняется, над какими племенами царствовал Олор. По замечанию российского исследователя К. А. Анисимова, он мог править племенами апсинтиев, земли которых находились относительно недалеко от Херсонеса. Однако Порожанов придерживается противоположного мнения, отмечая, что от вторжений апсинтиев защищала стена, возведённая на перешейке полуострове Мильтиадом Старшим, а Геродот, зная об этом народе, здесь их не упоминает. Как считает Каваньяк, Олор был властителем не херсонесских фракийцев, а тех, что проживали в Пангейской области. П. Колларт назвал его правителем сатров (сапеев). По мнению Я. Тодорова, речь идёт об одрисах. Ю. Цветкова предположила, что существует династистическая связь между Олором и Ситалком. Порожанов, продолжая эту концепцию, назвал Олора преемником Тереса. Заключив союз с Мильтиадом, являвшимся вассалом персов, Олор, чьи владения имели немалое стратегическое значение, оказался в роли их пассивного союзника и, соответственно, противника афинян. Поэтому-то Геродот и не назвал народа, которым управлял Олор, хотя рассказал о других фракийцах — сражавшихся с персами.
Потомком Олора был греческий историк Фукидид.